# Cmentarz mariawicki w Pokrzywnicy
Cmentarz mariawicki w Pokrzywnicy – założony na początku XX wieku, cmentarz Kościoła Starokatolickiego Mariawitów położony we wsi Pokrzywnica, na terenie parafii mariawickiej w Piątku.
Cmentarz mariawicki w Pokrzywnicy należy do Parafii Przenajświętszego Sakramentu w Piątku. Cmentarz jest maleńką nekropolią założoną najprawdopodobniej na początku lat 20. XX stulecia. Niemal na wprost wejścia na cmentarzyk, usytuowany jest cementowy nagrobek zwieńczony betonowym krzyżem. Nad granitowym epitafium umieszczono zdjęcie na porcelanie. Spoczął tu kapłan Zenon Maria Jakub Korczak-Łuszczewski – proboszcz mariawickiej parafii Piątek.